# Bettine Jahn
Bettine Jahn, född Gärtz den 3 augusti 1958 i Magdeburg, är en tysk före detta friidrottare (häcklöpare) som tävlade för Östtyskland under 1980-talet.
Jahn tävlade i den kortare distansen 100 meter häck och har som personligt rekord 12,42 vilket fortfarande är tyskt rekord.
Jahn var med vid OS 1980 och slutade där sjua. Vid EM 1982 slutade hon fyra. På grund av östblockets bojkott kunde hon inte delta vid OS 1984. I stället är Jahns främsta merit från VM 1983 i Helsingfors där hon vann guld.